# Tuzla
Tuzla (stari hrvatski naziv: Soli) treći je najveći grad u Bosni i Hercegovini i središte istoimene općine na sjeveroistoku zemlje.

## Zemljopis
Općina Tuzla prostire se na 101 ha/303 km², a nalazi se na nadmorskoj visini od 231 m.
Tuzla je sa sjeverozapada okružena planinskim vijencem Majevice (Medvednik 843 m), s jugozapada planinama Ozrenom, Konjuhom i Javornikom.
Područje Tuzle svrstava se u peripanonsku oblast, tj. kontaktnu zonu Dinarida Panonske nizine. Kotlinasto područje nalazi se na južnoj strani grebena Majevice i odvojenog grebena prema Obodnici. Sastoji se pretežno od dugih poprečnih potočnih dolina i kosa koje završavaju u dolini rijeke Jale. Teren je blago nagnut prema jugu. 
Susjedne općine i gradovi Tuzli su sa sjeverne i sjeveroistočne strane Grad Srebrenik i Općina Lopare, s jugoistočne Općina Kalesija, s južne Grad Živinice i sa zapadne Grad Lukavac.
Osnovnu mrežu vodotoka čini rijeka Jala sa svojim pritokama, od kojih su najveće Solina i Joševica, te Požarnička rijeka, Grabov i Mramorski potok.
Jala izvire na području Majevice, na lokalitetu ravni liještak, na nadmorskoj visini od 700 m. Ukupna dužina glavnog toka od izvorišta do ušća u Spreču iznosi 37 km.
Šire tuzlansko područje većim dijelom je izgradeno od geološki mladih sedimenata (neogen), značajnih s ekonomskog stanovišta (ugljen, kuhinjska sol, kvarcni pijesak i dr).
Nastanak tuzlanskog bazena vezan je za više faza koje su se smjenjivale nakon mezozoika, a koje su za posljedicu imale stvaranje različitih uvjeta taloženja. U zajedničkom djelovanju s polioklimatskim karakteristikama nastale su raznolike i specifične sedimentne tvorevine.
Tuzla ima odlike umjereno kontinentalne klime. Određene posebnosti izazvane su lokalnim reljefom, općim položajem u odnosu na dominantne regije u okolini (središnji bosanski planinski masiv s jedne, i Panonska nizina s druge strane), zračnim strujanjima tropskih i polarnih zračnih masa i ciklonskim aktivnostima.
Glavne karakteristike klime odnose se na jasnu izraženost sva četiri godišnja doba, relativnu vlažnost i oblačnost, na maksimum padalina u toplijem dijelu godine, i minimum krajem zime.
Srednja godišnja temperatura u posljednjih pola stoljeća je 10,1 C°. Najhladniji mjesec je siječanj s prosječnom temperaturom od 0,6 C°, a najtopliji srpanj s 19,4. U ovom nizu najviša temperatura je izmjerena u kolovozu 1971. i iznosila je +38,4 C°, a najniža od –25,8 u siječnju 1963.
Prosječan broj dana u godini s negativnim temperaturama, odnosno mrazom je 91, a godišnje ima 20 dana kada temperatura prelazi 30 stupnjeva. S temperaturom većom od 25 stupnjeva je 80 dana u godini. 
Dnevnih razdoblja s kišom je 135, s pljuskom 19, s grmljavinom 37, s pojavom magle 69, sa snijegom i sa snježnim pokrivačem 52 (maksimalna visina snježnog pokrivača izmjerena u veljači 1984. god 97 cm).
Godišnje je prosječno 127 oblačnih i 63 vedra dana. Prosječna količina padalina iznosi 908,6 l/m², vlažnost zraka 79 %, a atmosferski pritisak 980,2 hPa.
Klimatski faktori su povoljni, jer ih karakterizira pretežna normalnost meteoroloških parametara, i manji utjecaj temperaturnih inverzija.
Ležište soli ispod grada Tuzle oblika je asimetrične elipse. Dubina ležišta nije jednaka. Od površine do naslaga soli treba od 150 metara na jugoistočnom dijelu (Trnovac) sve do 650 metara na sjeverozapadu (Tušanj). Sloj soli ispod Trnovca debeo je 160 metara, a ispod Tušnja 240 metara. Širina ležišta soli ispod Tuzle je 1,5 km, a dužina 3 km. Dio ležišta rukavac je prema Rasovcu. Ležište u Tetimi je odvojeno.
Na soljanskom prostoru bile su velike šume  hrasta lužnjaka. Guste su šume bile na prostorima Đindić mahale i Trnovca. Na Ircu je hrast lužnjak star više od 300 godina, a ostatci ovih šuma su u svojoj monumentalnoj formi nazočni na cijelom podučju Tuzle i okoline, posebice u Sprečkom Polju i na obalnim dijelovima jezera Modrac. Amplitude su se protezale sve do dolinskih predjela Istočne i Srednje Bosne. Hrastovina je bila najzahvalniji građevinski materijal u Tuzli, zato što su kamen i glina iz ovog kraja zasićene oksigenskim strukturama koje objekte od njih čine kratka vijeka trajanja. Najstariji su primjeri temeljne grede i nosivi sklopovi kod sakralnih objekata. Obrtnici poput drvara, dunđera i samardžija bili su u svezi s hrastom. Zato u Tuzli nema objekata od čvrstih agregata, pa od „drvenog grada” uoči osmanskih osvajanja sve do dolaska Austro-Ugarske objekte se gradilo od hrastovine. U osmansko vrijeme hrastovina se rabila za stupe za lan i konoplju, za voće, sinije, naćve, čekrci, kace, bačve i kolski kotači. Iza proizvodnje soli iz osmanskih vremena su pepelarski prizori u hrastovim šumama Gojčina i ostatci kotlova prvih pepelara Miška i Fabijana. Tijekom austro-ugarskih vremena sve bolje i skuplje građevine koristile su hrastovinu, od namjene za konstrukciju, preko podnih daščica do vanjske stolarije. Glavna ulazna vrata i kapije iz tog vremena su prava umjetnost obratničkih umijeća. Industrijalizacija tih godina donijela je potrebu za željezničkim pragovima i za jamsku podgradu, tzv. jamčevinu za koje se koristio hrast. "Francuske duge" za bačve izvozile su se u Francusku. Nažalost sve to je donijelo masovnu sječu šuma hrastova lužnjaka. Nekontrolirano izlijevanje slanice i odumiranje hrastova 1983. u Oficirskom parku bio je znak za uzbunu.

## Klima
Klima Tuzle je umjereno kontinentalna. Ljeta su topla i suha, a prosječna je temperatura tada između 20 °C i 30 °C. Zime su hladne, s prosječnim temperaturama između –5 °C i 5 °C. U zimskim je mjesecima uobičajen snijeg, no količina padalina varira. Tuzla može biti i pod utjecajem sredozemne klime, zbog čega su proljeće i jesen često blagi. Najtopliji dan je izmjeren 22. lipnja 2007. i iznosio je 40,7 °C, dok je najhladnij izmjeren 22. siječnja 1907. i iznosio je –26,6 °C. Najveća godišnja količina padalina je izmjerena 2014. godine i iznosila je 1353,1 mm, dok je najmanja izmjerena 2011. godine iznosila 535,4 mm.

## Stanovništvo
Po službenom popisu stanovništva iz 1991. godine, općina Tuzla imala je 131 618 stanovnika, raspoređenih u 66 naselja.
| Stanovništvo općine Tuzla |                  |                  |                  |                  |                  |
| godina popisa             | 2013.            | 1991.            | 1981.            | 1971.            | 1961.            |
| Hrvati                    | 15.396 (13,87 %) | 20.398 (15,49 %) | 24.811 (20,38 %) | 27.735 (25,84 %) | 24 080 (29,29%)  |
| Srbi                      | 3378 (3,04 %)    | 20.271 (15,40 %) | 20.261 (16,64 %) | 21.089 (19,65 %) | 19.720 (23,99 %) |
| Muslimani                 | 80.774 (72,78 %) | 62.669 (47,61 %) | 52.400 (43,05 %) | 53.271 (49,65 %) | 19.205 (23,36 %) |
| Jugoslaveni               |                  | 21.995 (16,71 %) | 19.059 (15,65 %) | 2540 (2,36 %)    | 17.519 (21,31 %) |
| ostali i nepoznato        | 11.431 (10,30 %) | 6285 (4,77 %)    | 5186 (4,26 %)    | 2658 (2,47 %)    | 1692             |
| ukupno                    | 110.979          | 131.618          | 121.717          | 107.293          | 82 216           |

#### Tuzla (naseljeno mjesto), nacionalni sastav
| Tuzla              |                  |                  |                  |                  |
| godina popisa      | 1991.            | 1981.            | 1971.            | 1961.            |
| Hrvati             | 6328 (7,55 %)    | 5383 (8,26 %)    | 6145 (11,39 %)   | 5405 (14,31 %)   |
| Srbi               | 13.137 (15,68 %) | 11.278 (17,32 %) | 12.224 (22,66 %) | 11.498 (30,45 %) |
| Muslimani          | 44.091 (52,63 %) | 30.448 (46,77 %) | 31.257 (57,96 %) | 7984 (21,14 %)   |
| Jugoslaveni        | 16.302 (19,46 %) | 16.301 (25,04 %) | 2187 (4,05 %)    | 11.472 (30,38 %) |
| ostali i nepoznato | 3912 (4,66 %)    | 1681 (2,58 %)    | 2113 (3,91 %)    | 1404             |
| ukupno             | 83.770           | 65.091           | 53.926           | 37.760           |

## Naseljena mjesta
Brđani, 
Breške, 
Breze,
Brgule, 
Bukinje, 
Cerik, 
Cviljevina, 
Čaklovići Donji, 
Čaklovići Gornji, 
Čanići, 
Dobrnja, 
Dokanj, 
Dragunja Donja, 
Dragunja Gornja, 
Gornja Tuzla, 
Grabovica Donja, 
Grabovica Gornja, 
Hudeč, 
Husino, 
Kiseljak, 
Kolimer (dio), 
Kolovrat, 
Konjikovići (dio), 
Kosci (dio), 
Kovačevo Selo,
Kovačica, 
Krtolije, 
Kukovina, 
Lipnica, 
Lipnica Donja, 
Lipnica Gornja, 
Lipnica Srednja, 
Ljepunice, 
Ljubače, 
Marinkovići, 
Mihatovići, 
Milešići, 
Morančani, 
Mramor, 
Mramor Novi, 
Obodnica Donja, 
Obodnica Gornja, 
Orašje, 
Osoje, 
Par Selo Gornje, 
Pasci Donji, 
Pasci Gornji, 
Petrovice Donje, 
Petrovice Gornje, 
Plane, 
Pogorioci, 
Poljana, 
Potraš (dio), 
Požarnica, 
Rapače, 
Rasovac, 
Simin Han, 
Skojevska, 
Snoz, 
Svojtina, 
Ševar, 
Šići, 
Šićki Brod, 
Tetima, 
Tisovac, 
Tuzla i 
Vršani.
Poslije potpisivanja Daytonskog sporazuma općina Tuzla, gotovo u cjelini, ušla je u sastav Federacije Bosne i Hercegovine. U sastav Republike Srpske ušli su dijelovi naseljenih mjesta Kolimer, Konjikovići, Kosci i Potraš.

## Demografska povijest

### 1600.
- 1600. godine 506 kućanstava
  - muslimanskih 73,7 %
  - kršćanskih 26,3 %

### 1879.
- 1879. godine 5119
  - muslimani 3918 (76,54 %)
  - pravoslavci 947 (18,50 %)
  - katolici 237 (4,63 %)
  - židovi 17 (0,33 %)

### 1885.
- 1885. godine 7189 stanovnika
  - muslimani
  - pravoslavci 1072 (14,91 %)
  - katolici 795 (11,06 %)
  - židovi 134 (1,86 %)
  - ostali 17 (0,24 %)
  - kućanstava 1577
  - odraslih muških stanovnika koji su zaposleni 2094 (29,13 %)

### 1895.
- 1895. godine 10.227 stanovnika
  - muslimani 5984 (58,51 %)
  - pravoslavci 1447 (14,15 %)
  - katolici 2358 (23,06 %)
  - židovi 360 (3,52 %)
  - ostali 78 (0,76 %)
  - stranci 2425 (23,7 %)
  - Strani jezici koji su se mogli čuti u gradu: njemački, češki, mađarski, poljski, slovenski, talijanski, španjolski, slovački, ruski.

### 1910.
- 1910. godine 12.065 stanovnika
  - muslimani 5859 (48,57 %)
  - pravoslavci 1976 (16,38 %)
  - katolici 3839 (31,82 %)
  - židovi 349 (2,89 %)
  - ostali 42 (0,34 %)
  - stranci 3049 (35,6 %)
  - Broj građana koji su govorili stranim jezicima: 1234 njemačkim, 415 češkim, 280 mađarskim, 212 poljskim, 180 slovenskim, 180 talijanskim, 44 slovačkim, 27 ruskim, 80 španjolskim.

### 1921.
- 1921. godine 14.036 stanovnika
  - muslimani 6566
  - pravoslavci 2800
  - katolici 3954
  - grkokatolici 39
  - evangelisti 202
  - židovi 470
  - ostali 5

- - slavenskog porijekla 12.159 (86,62 %)
  - manjine 1877 (13,38 %)
  - Čeha i Slovaka 355, Poljaka 106, Rusa 107, Mađara 96, Nijemaca 675, Rumunja 84, Talijana 116, ostalih 248.

### 1931.
- 1931. godine 16.708
  - domaćinstava 3401

### 1953.
- 1953. godine 60.081 stanovnika

### 1961.
- 1961. godine 82.439 stanovnika
  - domaćinstava 20.989
  - naseljenost 268,5 po km²
  - zaposlenih 25.955

### 1971.
1962. godine Tuzli je pripojeno Ši Selo (Sl.list NRBIH 47/62).
- 1971. godine 107.293 stanovnika
  - muškaraca 52.874
  - domaćinstava 27.295
  - naseljenost 349,5 po km²
  - zaposlenih 32.163

### 1981.
- 1981. godine 121.717 stanovnika
  - muškaraca 60.075

- - Muslimani 53.271
  - Srbi 21.089
  - Hrvati 27.735
  - Makedonci 131
  - Ukrajinci 13
  - Slovenci 247
  - Albanci 138

- - domaćinstava 34 852
  - naseljenost 396,5 po km²

### 1991.
1990. godine pripojena su joj naselja Solina, Dolovi, djelovi naselja Slavinovići i djelovi naselja Križani, a iz Tuzle je izdvojeno novo naselje Šićki Brod (Sl.list BIH 33/90).
- 1991. godine 131.618 stanovnika

- domaćinstava 41.092
- naseljenost 434 po km²

| Po spolu                         | Po nacionalnosti                                                                                         | Po materinskom jeziku | Po vjerskoj pripadnosti                                                                                       |
| -------------------------------- | --- | --------------------- | --- |
| - žena 66.804 - muškaraca 64.814 | - Muslimani 62.669 (47,62 %) - Hrvati 20.398 (15,49 %) - Srbi 20.271 (15,40 %) - ostali 28.280 (21,49 %) |                       | - muslimani 57.878 - katolici 21.609 - pravoslavci 17.541 - ostali 225 - ateisti 22.688 - neizjašnjeni 11.677 |

### 2013.
- Godine 2013. proveden je popis stanovništva u BiH. Zbog nemogućnosti usuglašavanja metodologije obrade prikupljenih podataka službeni podatci objavljeni su tek lipnja 2016. godine. U Općini Tuzla bilo je 110.979 stanovnika, prosječne starosti muškaraca 39,58 godina, a kod žena 42,44 godine. Od čega:[6]

| Po spolu                         | Po nacionalnosti                                                                                         | Po materinskom jeziku                                                                                 | Po vjerskoj pripadnosti |
| -------------------------------- | --- | --- | --- |
| - muškaraca 52.745 - žena 58.234 | - Bošnjaka 80.774 - Hrvata 15.396 - Srba 3378 - ostalih 9143 - bez odgovora 137 - nije se izjasnilo 2151 | - bošnjački 94.528 - hrvatski 10.083 - srpski 1603 - ostali 4583 - bez odgovora/nisu se izjasnila 182 | - muslimani 81.053 - katolici 14.769 - pravoslavni 3557 - nije se izjasnilo 3303 - ateisti 3020 - agnostici 1214 - ostali 3899 |

U južnom dijelu grada nalaze se romska naselja. U Mjesnoj zajednici Kreka nalaze se romska naselja Krojčica 1, Krojčica 2, Krojčica 3 i Miladije, u Mjesnoj zajednici Mosnik romska naselja Crvene Njive, Kalebići, Mosnik i Mušinac, u Mjesnoj zajednici Mejdan romsko naselje Mosnički Potok, u Mjesnoj zajednici Centar romska naselja Borić i Kojšino, u jugoistočnom dijelu grada romsko naselje Ši Selo, u istočnom dijelu grada romsko naselje Slavinovići, do 1991. Šićki Brod koji ima romsko naselje bio je dio Tuzle, dok danas u urbanom dijelu Tuzle nema posebno izdvojenih romskih naselja.

## Uprava
Tuzlu čine mjesne zajednice: Batva, Brčanska Malta, Breške, Bukinje, Centar, Dobrnja, Dokanj, Donja Obodnica, Dragunja, Gornja Lipnica, Gornja Obodnica, Gornja Tuzla, Grabovica, Husino, Jala, Kiseljak, Kreka, Kula, Lipnica, Ljepunice, Ljubače, Mosnik, Mejdan, Mramor, Novi Grad I,
Novi Grad II, Par Selo, Pasci Gornji, Simin Han, Sjenjak, Slatina, Slavinovići, Solana, Solina, Srednja Lipnica, Stari Grad, Ši Selo, Šićki Brod, Tušanj i Požarnica.
Prostorni plan općine Tuzla pokriva razdoblje od 2006. do 2026. godine.
Gradonačelnici su bili Mehaga Imširović, Ibrahim-beg Džindo, Mujaga Hadžiefendić, Ibrahim-beg Jašarević, Osman Vilović, Šefkija Gluhić, Lutvibeg Sijerčić, Muratbeg Zaimović, Hasanaga Pašić, Sead-beg Kulović, Ćazim-aga Žunić, Ljubomir Peleš, Pero Eraković, Ferhat Abazagić, Asim Mujkić, Muharem Fizović, Rade Jakšić, Ahmed Ćatić, Salih Atić, Šefket Kunosić, Mehmedalija Džambić, Mišo Vokić, Urfet Vejzagić, Hasan Dervišbegović, Dušan Tešanović, Emina Zaimović, Aleksandar Todorović, Džemal Hadžiavdić, Mirza Muradbegović, Selim Bešlagić. Danas je gradonačelnik Zijad Lugavić.

## Povijest

### Prapovijest
Tuzla je jedno od najstarijih naselja u Europi s kontinuitetom življenja. Dokaz tome su i pronađeni ostaci starog naselja sojeničkog tipa iz vremena neolita.
Arheolozi su otkrili brojna naselja s bogatim ostacima materijalne kulture prastarih stanovnika ovog područja. Pronađen je veliki broj neolitskih glinenih posuda s raznim ornamentima od crne, sive i crvene keramike ali i kameni noževi, sjekire, strugači i drugo. Otkriveni su ostaci hrane, ljudske kosti, životinjske kosti i razni plodovi koji su koristili za ishranu ljudi tog doba. I ovi podaci potvrdili su tvrdnje da je područje Tuzle bilo naseljeno još u mlađem kamenom dobu. 
Među pronađenim arheološkim materijalima ističe se i keramička neolitska posuda čija je namjena bila kuhanje slane vode i proizvodnja soli.

### Antika
U antici se ovdje nalazilo se rimsko naselje Salinae. Seobu naroda nije preživjelo i stradalo je najkasnije tijekom dolaska Avara i Slavena u 6. stoljeću.

### Srednji vijek
U srednjem vijeku na širem području Tuzle nastalo je raspršeno naselje Soli (Donje i Gornje Soli) koje se nalazilo u sastavu oblasti i županije Soli.
Prva pisana riječ o Tuzli potječe iz 950. godine. Te je godine bizantski povjesničar i car Konstantin VII. Porfirogenet u svom djelu O upravljanju carstvom, spomenuo Tuzlu kao grad, pod rimskim nazivom Salinae, što znači grad soli. Oblast Soli Porfirogenet spominje kao regiju u sastavu krštene Srbije. Poslije ovdje naizmjence vladaju Bizant i Bugarska.
U sastav Bosanske Banovine ušlo približno 1204. godine. Ime županije Soli prvi se put spominje 1225. Od 1253. u sastavu je ugarske Banovine Usore i Soli. Od 1284. do 1316. godine hrvatsko-ugarski vladari oblast Soli su dali na upravu srpskom kralju Dragutinu Stefanu.
Bosanski ban Stjepan II. Kotromanić osvojio je Soli 1324. godine te priključio Bosni. U Bosni je ostalo sve do 1463. godine. Naselje Donje Soli su utvrđene najkasnije tijekom prve polovice 15. stoljeća. Pod osmansku vlast i Donje i Gornje Soli pale su prije drugih djelova Bosne, 1460. godine, istovremeno s padom Srebrenice i Zvornika. Hrvatsko-ugarska protuofenziva poduzeta je vrlo brzo. Kršćanska se vlast brzo vraća već dolaskom 1463. kad župu Soli od Turaka oslobađa hrvatsko-ugarski kralj Matijaš Korvin i od tad su u sastavu hrvatsko-ugarske Srebreničke banovine. U hrvatsko-ugarskoj državi ostaju do 1474. godine.

#### Osmanska vlast
Osmanlije od tad vladaju Solima. U prvom popisu 1474. nazvana je Agac Tuzla, područno Zvorniku i bilježe u kao timarski posjed. Tri godine godina nakon osmanskog osvajanja osvajanja (1479.) proglašene su Soli carskim hasom, što je dokaz da je počela izvjesna proizvodnja soli.
Sasvim sigurno Soli su pod osmanskom vlašću od prije 1512. godine. Pismo bosanskog sandžak-bega Mustafe-bega Juriševića iz 1515., najstariji je spomen gornjotuzlanske nahije. Svjedoči o oslobađanju laika franjevačkog samostana u Gornjoj Tuzli od plaćanja avarizi-divaniye. Upućuje na zaključak da je Tuzla, cijela župa Soli i Srebrenička banovina pod turskom vlasti od 1512. godine. Sela "Gornje Soli" i "Donje Soli" preimenovali su u "Memlehai-bala" i "Memlehai-zir", u prijevodu Gornja i Donja Solana. U svakom od tih naselja djelovao je po jedan samostan, što upućuje da su ovdje živjeli Hrvati katolici.
Od 1512. tuzlanski kraj je pod osmanskom vlašću su preko 350 godina. Solima su Osmanlije promijenili ime u Tuzla (tur. tuzla: rudnik soli).
Soljanska župa nije pružala većih otpora Turcima pa su neke od crkava opstale, pa se u župi Soli 1514. spominju dvije crkve: samostan i crkva Blažene Djevice Marije u Gornjoj Tuzli i crkva svetog Petra u Donjoj Tuzli. Drugdje po Usori i sjeveroistočnoj Bosni osmanski osvajači su devastirali crkve i samostane koji nisu bili obnovljeni, prije svega misli se na Srebrenicu, Gradovrh i Bijeljinu. Teško je bilo obnoviti stare a kamoli podignuti nove crkve. Dolazak Turaka i turske vlasti u župi Soli donosi bijeg hrvatskog katoličkog življa u Slavoniju i Bačku, što potvrđuje naziv novog lokaliteta pridošlica, kao Soljani.
Osmanlije su uspostavile novu upravnu organizaciju. Već prije 1515. uspostavljaju nahije Gornju i Donju Tuzlu. Nahije su isprva bile u sastavu Srebreničkoga, potom Zvorničkoga (u sastavu kadiluka Srebrenice) te naposljetku Tuzlanskoga kadiluka (nakon 1572.) u sastavu Zvorničkoga sandžaka. 
Vlašću sultana Selima I. Surovog (1512. – 1520.) i Sulejmana Veličanstvenog (1520. – 1566.) dolaze teška vremena katolicima. Bosanski namjesnik Gazi Husrev-beg, podrijetlom Bosanac, želi potpuno islamizirati BiH. Prije svega želi iskorijeniti franjevce koji su mu zapreka. Vihor austro-turskih ratova 1520. – 1566. odnosi brojne crkve i samostane, pa i onaj u Zvorniku.
Prije 1548. obrambeni zidovi oko Donjih Soliju (Donje Tuzle) su sagrađeni, a skoro i oko Gornjih Soliju (Gornje Tuzle). Najkasnije do 1730. Donja Tuzla postala je sjedište tuzlanske kapetanije. Prije nego što su osnovane kapetanije, dizdar je bio na čelu tuzlanske palanke. Kapetanska dužnost je bila nasljedna. Kapetani tuzlanske kapetanije dolazili su iz obitelji Tuzlića. 
Sjedište kapetanije bila je do 1835. godine. Za tu je kapetaniju bila podignuta 1760. – 68. tvrđava s kulama u njezinu središtu. Godine 1831. u Donjoj Tuzli sastali su se bosanski prvaci i za vođu pokreta u Bosni izabrali Husein-bega Gradaščevića. Tuzli raste važnost i od 1851. ondje je sjedište zvorničkoga sandžak-bega.
Slom turske vlasti u Ugarskoj i Srbiji, gladne godine i prenaseljenost u Polimlju, Crnoj Gori, Hercegovini, Dalmaciji, srednjoj i zapadnoj Bosni natjerala je ljude ljude u opustjelu tuzlansku oblast. U 18. stoljeću tako se na područje sjeveroistočne Bosne i Tuzlanske kapetanije, doseljavaju muslimani, Hrvati, Srbi i Cincari.
Srpske obitelji i Cincari unijele su i oživjele trgovinu u Tuzli. Već u prvoj polovini 18. stoljeća, Srbi obrtnici i trgovci kupuju zemljište od tuzlanskog paše i grade kuće ispod Trnovca i Kolobare. Paša im je za iznos od 50-100 groša davao pismenu tapiju na zemljište, uz pravom na gradnju podizanja kuće.Bogatiji trgovci dizali su zgrade bliže gradu. Uskoro su dobili i odobrenja gradnje zgrade na kat. Izvan gradskih zidina, pred Poljskom kapijom, nalazilo se prostrano polje na kojem je ispod Trnovca bila velika bara Kolobara. Prostirala se većim dijelom prostora na kojem je danas dio grada zvani Srpska varoš. Bara se potokom Marincem slijevala pored današnjeg hotela Beograd (Bristol) u Jalu. Kad je Marinac bio nabujao, razlijevao se i prekinuo bi promet prema Poljskoj kapiji. Kad je otvorena Poljska kapija, Tuzla se počela sve više širiti ka istoku. U Srpskoj varoši je osim Srba bilo i nešto malo katolika, ne više od 30 kuća, a to su bili obrtnici, "kaldrmdžije, ćurčije, terzije i kujundžije, dunđeri" i jedna trgovina. Varoš je smještena sjeveroistočno od tvrđave. Samo nekoliko ulica imalo je nazive. Glavna je bila duga duga 90 hvati i vodila ka čaršiji, vijugajući dalje niz dolinu. Usporedno s njome bile su još tri ulice koje su ispresijecale kraće popriječne ulice: Kolobara, koja prolazi pored pored bare (močvare), druga od nje nosi ime po potoku koji teče kroz nju, Pavkuše.
Gornja varoš je u podnožju brda, a Donja većim dijelom čini kompaktno izgrađena kuća do kuće i ograda do ograde. Još su tu dva šira prostora s močvarom koja se nikada ne presušuje. Ispred močvare, a na kraju Donje varoši je pravoslavna crkva s mitropolijom i školom.

#### Austro-Ugarska
Austro-ugarsko zaposjedanje donijelo je napredak Tuzli. Bogata nalazišta soli i prometno povezivanje željezničkom prugom do Doboja 1885. godine, razvilo je Tuzlu u jedno od najjačih rudarskih središta Bosne i Hercegovine. 1885. je godine sagrađena prva solana. Sagrađena je u Simin Hanu, predgrađu i to je početak industrijske proizvodnje soli u Tuzli. Zbog nenadziranog izluživanja slanice s naslaga kamene soli (koju se proizvodi kao kuhanu sol) na kojima leži grad, ubrzo je uslijedio početak tonjenja grada. Dolaskom časnih sestara Družbe Kćeri Božje Ljubavi na poziv vrhbosanskog nadbiskupa Josipa Stadlera, gradi se Zavod sv. Krunice i počinje suvremeno školstvo u Tuzli, na hrvatskom i na njemačkom za doseljenike iz ostalih krajeva Austro-Ugarske. Tuzlanski Židovi za svoje su potrebe 1906., kod Zavoda sv. Krunice (Klostera) sagradili sinagogu (Templ). Židovi su groblje imali na Bukovčiću. Zbog toga što su Židovi u Tuzli bili iz dviju skupina Židova, Aškenaza i Sefarda, bile su i dvije posebne židovske općine s posebnim hramovima. Godinu od austro-ugarskog zaposjedanja tek 17 sefardskih Židova živjelo je u Tuzli, i u vrijeme uspostavljanja austro-ugarske uprave u BiH, 17 tuzlanskih Židova Sefarda imalo je svoju općinu i sinagogu. Sljedećih su godina Aškenazi preplavili Tuzlu u tolikom broju da su već 1885. osnovali svoju općinu i 1902. izgradili sinagogu u današnjoj Klosterskoj ulici. Od osnivanja općine do 1941. kad su počeli progoni, rođeno je 470 Židova. Djelovanje Židova u gospodarstvu Soliju i okolici počelo je otvaranjem suvremenih solana, tvornicom i rafinerijom špirita, rudnicima ugljena itd., zatim ljekarne, pilane, knjižare i papirnice, trgovine mješovitom robom, obrtnici, pa u hotelijerstvu, zdravstvenoj zaštiti. Bivši gospodarski div Konjuh nastao je na temeljima poduzeća Moritza Lisske, vlasnika pilana i veletrgovca drvetom, u kojem je 1911. godine radilo 593 radnika. Živi društveni život Židova odrazio se u brojnim organizacijama po čemu je prednjačila u BiH: društvo mladeži za samoobrazovanje i društvenost, dobrotvorno društvo, gimnastičko društvo, čitaonica, nogometni klub, Židovska banka i dr. Dali su dvojicu gradskih vijećnika, Moritza Lissku 1900. i odvjetnika Maksa Laufera. Zajednica je preživjela do danas i ima 125 članova. Pojedini su bili predsjednici hrvatskih udruga, poput trgovca drvom Kalmana Liske koji je bio predsjednik nogometaša Zrinskog. Novija tuzlanska sinagoga izgrađena je 1904., a 1942. je zapaljena pa srušena, a prostor nacionaliziran. Zgrada prve, starije sinagoge u Židovskoj ulici sačuvana je. U prizemlju su bile prostorije rabinata, društvene prostorije. U vrijeme Prvog svjetskog rata, aškenaska općina imala je 400 članova, a sefardska 120 članova. 
Premda odvojene u općinama i sinagogama, imale su zajedničko groblje. Osnovano je 1900. godine na lokalitetu Boriću i jedno je od triju u Bosni i Hercegovini i vrlo je vrijedan kulturno-povijesni spomenik.
Industrijalizacija i dolazak zapadne civilizacije koja se s Austro-Ugarskom vratila kao dominanatna u Tuzlu, došla je i potreba za stručnom radnom snagom. U Tuzlu i okolicu doselile su talijanske obitelji, osobito građevinara, glazbenika i drugih zanimanja: Fontan, Montibeller, Zamboni, Mott, Dorighi, Piccolloti, Menegoni, Segat, Rossi, Daldon, Gojo, Candotti, Bancher, Cordignano i Michelini. Danas se preostali građani talijanskog podrijetla okupljaju oko udruge Rino Zandonai.
U osmanskim vremenima ustalila su se imena Gornje i Do(l)nje Tuzle. Austro-ugarskim zaposjedanjem uvodi se novo administrativno uređenje, koje je došlo i zbog potreba nagla gospodarskog razvitka. Novim uređenjem od 1910. godine Donja Tuzla preimenovana je u Tuzlu, a ime Gornje Tuzle ostalo je isto.
Godine 1913. tuzlanski Hrvati osnovali su HNK Zrinski, najstariji tuzlanski nogometni klub.
Razmještaj stanovništva u Tuzli po okolnim seoskim aglomeracijama bio je po nečemu specifičan, a u pogledu vjerske i nacionalne strukture podudaran s gradskim stanovništvom. Muslimani su bili u Tuzli i bližim seoskim aglomeracijama, do njih katolici, a na periferiji pravoslavci. Nacionalni sastav se odrazio i na nacionalnu strukturu radničkog pokreta. U austro-ugarskim vremenima unatoč početku i bržem razvitku industrije, prevladavala je mala privreda. Krupna industrijska poduzeća bila su državno vlasništvo, kao Rudnik Kreka i Solana Kreka i Simin Han. U većinskom vlasništvu inozemnog kapitala bili su Tvornica sode u Lukavcu te Tvornica špirita u Kreki. Vlasništvo sitnih domaćih kapitalista, udruženih u kartele, bili su: Pivara, Šumsko-industrijsko poduzeće u Živinicama, Tvornica ruma i sušene šljive i dr. Domaće građanstvo bavilo se obrtništvom i trgovinom. Brojni bivši feudalci, nekad vlasnici velikih zemljišnih posjeda, potrošili su pokretnu imovinu i jeftino prodali obveznice za kmetske zemlje, ostali su bez sredstava za život pa su se morali okrenuti sitnoj trgovini, obrtima, kućnoj radinosti i sl., a sitni posjednici i srednji seljaci morali su tražiti dopunska sredstva u zapošljavanju u državnim i privatnim poduzećima jer su bili pritisnuti državnim obvezama. Poslodavci nisu marili za svoju nekvalificiranu radnu snagu pa od 1913. sve do 1928. nije sagrađena ni jedna zgrada ni za radnike ni za namještenike.
Iz vremena Austro-Ugarske potječe slogan "Cijela Tuzla jednu kozu muzla". Smatralo se da uništavaju šume pa je u Tuzlu poslan proglas kojim se zabranjuje držanje koza i zapovijeda pobiti sve koze. Jedno od tuzlanskih naselja, Mosnik nije se držao zapovijedi. Neki je stranac posjetio Tuzlu i vidio mještane gdje potajice čuvaju, hrane i muzu jednu kozu. Smislio je stih "Cijela Tuzla jednu kozu muzla, pa se hvali da se sirom hrani". Danas ta koza je simbol snalažljivosti i otpora Tuzlaka u nadilaženju svih problema s kojima su se suočavali tijekom svoje povijesti. Po nekima legenda je potječe još od 10. stoljeća i da je vremenom mijenjala sadržaj. Legenda je bila motivom mnogima, mnogi su pisali, uključujući ozbiljne povjesničare, romanopisce i humoriste, o njoj i na njoj mnogi su doktorirali. Kružila je riječ da je prvo mlijeko u prahu proizvedeno u Tuzli od tuzlanske koze, a ne od Kulovićeve švicarske koze. Danas je u Tuzli spomenik tuzlanskoj kozi smješten ispred Hotela Tuzla.

#### Prva Jugoslavija
U prvoj Jugoslaviji Tuzla je sačuvala status jednog od najjačih rudarskih središta Bosne i Hercegovine. Bila je u sastavu Tuzlanske (1922. – 29.) čije je bila sjedište i potom u sastavu Drinske banovine sve do 1941. i pada Jugoslavije.
Godine 1919. u Tuzli su osnovana tri nogometna kluba: Obilić, Makabi i Gorki. Mjesni Srbi osnovali su nogometni klub Obilić, koji se ugasio 1925. zbog nedostatka mladeži. Mjesni Židovi osnovali su nogometni klub Makabi koji se unatoč dobroj materijalnoj osnovici ugasio 1921. godine.
Nakon održanog sastanka Kongresa ujedinjenja i stvaranja Socijalističke radničke partije Jugoslavije sredinom 1919. godine počele su pripreme za osnivanje radničkog športskog kluba, i vijeće SKPJ je 17. listopada 1919. osnovalo RSK Gorki. Godine 1921. osnovan je muslimanski klub Bura koji je prestao postojati 1925. godine. Godine 1923. ugašen je RSK Gorki. Godine 1925. stvorena je športska sekcija "Senaata" koja je 1930. godine prerasla u Sportski muslimanski klub "Zmaj od Bosne". Međuklupski odnosi u Tuzli bili su dobri pa ako nisu igrali između sebe, jedni drugima su posuđivali igrače.

#### Drugi svjetski rat
Napadom Osovinski sila na Jugoslaviju, Jugoslavija se brzo našla u rasulu. U sveopćoj dezorganizaciji u Jugoslaviji, u Tuzli su se komunisti organizirali za obranu. Prostorije RSK Sloboda bile su stožer svoje vrste za pripremu obrane Tuzle u kojima su naizmjenično boravili članovi Oblasnog i Mjesnog komiteta Partije. Iz Slobodnih prostorija upućivali su mladež kopati rovove za obranu grada i osposobljavati prostorije radi prijama ranjenika s bojišta.  Dvanaestodnevni Travanjski rat kratko je trajao i 15. travnja 1941. u Tuzlu su ušle njemačke postrojbe i ubrzo je uspostavljena vlast NDH u gradu.
Tuzla je u NDH sjedište Velike župe Usora-Soli sve do prestanka postojanja NDH. U Tuzli je tijekom rata gradonačelnik bio Sead Kulenović, jedan iz skupine disidenata JMO odnosno mjesnih prvaka Hadžićeve muslimanske organizacije postavljenih na visoke dužnosti. Čelni redarstvene službe bio je Šefkija Muftić.
Radi potpirivanja antižidovskog raspoloženja, nacistički propagandni stroj Trećeg Reicha snimio je film „Der Jude Suss“ u kojem je pogrom Židova izdignut kao nešto uzvišeno i primjer odanosti nacističkoj Njemačkoj. Nakon projekcije tog filma u Tuzli listopada 1941., skupina od 80 šovinističkom strašću raspaljenih građana nasrnula je na sinagogu koju je demolirala, zapalila, a potom razrušila do temelja. Rijetki su Židovi dočekali kraj rata. Židovi u Tuzli danas nemaju svoju sinagogu, a nekada su imali dvije.
Veliki broj Židova spasili su tužitelj u NDH Ratimir Deletis i liječnik Mustafa Mujbegović. Mujbegović je izmislio endemski sifilis u Tuzli, zastrašivši time nacističku upravu koja nije htjela da se njihovi liječnici zaraze. Zatim je skupa s liječnicima iz Zagreba organizirao akciju te doveo liječnike Židove s njihovim obiteljima u Tuzlu radi liječenja to sifilisa.
Početkom jeseni partizanske snage uspjele su pod svoju kontrolu staviti veliki dio sjeveroistočne Bosne. Obavještajnik kanalima kontaktirali su politički organi partizanskih snaga u istočnoj Bosni sa zapovjednikom domobranskih postrojbi u Tuzli, Sulejmanom Filipovićem, koji je prije rata bio pukovnik u kraljevskoj jugoslavenskoj vojsci a stavio se u službu NDH 1941. godine. Rodoljub Čolaković i Avdo Humo pregovarali su neuspješno s njime o predaji, jer je Filipović uvjetovao da im se preda sa svojom postrojbom koja bi i dalje bila njegova, ali kao saveznik partizanima. U 1. tuzlanskoj operaciji Titove snage 3. udarnog korpusa napale su 29. rujna 1943. Tuzlu u kojoj je bio garnizon njemačkih snaga i snaga NDH. Na ruku je napadačima išao slabiji borbeni moral u domobranskim postrojbama.
Trećeg dana partizanskog napada prešao Filipović s malom skupinom svojih k partizanima. Nakon četiri dana partizanske snage zauzele su grad. NDH se suočila s koordiniranim napadom na istočne krajeve. Partizanski napad koincidirao je s četničkim napadom na istočnu Bosnu listopada, kad su 5. listopada zauzele Višegrad te 13. listopada Rogaticu. Cilj je bilo industrijsko središte Tuzla. Iz Srbije su ušle brojne postrojbe, od kojih je brojem bila najbrojnija 16. Vojvođanska divizija, uz pomoć domaćih četničkih partizana, majevičkih i ozrenskih, posebice 15. Majevičke udarne brigade, nastale 1943. uglavnom od prekodrinskih dobrovoljaca i majevičkih četnika, koji su se odlučili "promijeniti stranu", ali iako su bili "partizani", još mjesecima su nosili četničke šajkače, jer kako su sami kazali, nisu imali mogućnosti sašiti si partizanske "titovke".
Njemačke su snage nakon pada grada sljedeće dane pokušavale sljedećih dana vratiti Tuzlu u svoje ruke što im nije uspjelo. Angažiran je XV. Gebirgs-Armeekorps i borbena skupina Fischer koji su se probili iz Doboja, zauzeo Lukavac i došao 7. listopada do predgrađa Tuzle, ali u protunapadu ga je odbacila 17. divizija. Partizanske su vlasti formirale po ulasku u grad zapovjedništvo grada Tuzle i Kreke.
Partizanska vlast tih 40 dana pokazala je kakvo je stvarno lice partizanskih vođa, kakve su njihove stvarne namjere, razotkrila laži partizanskih vođa o ravnopravnoj budućoj državi i pretkazala je da nova vlast neće nimalo demokratski postupati, nego kako će vrlo totalitarno postupati čak i s neistomišljenicima. Masovne likvidacijama tijekom ovih 40 dana partizanske vlasti u Tuzli, partizani i pristaše ubili u Tuzli više desetaka ljudi, a u drugim mjestima okolice gdje su partizani ovladali također su se dešavale slične likvidacije i zločini. Divljaštvo partizanske vlasti u Tuzli tih 40 dana radikalno je promijenilo opće stanje na terenu. Partizanski odnos prema muslimanima, pripadnicima Domdo legije, pa i nekim predstavnicima lokalne vlasti od srpnja do početka listopada 1943. godine bio je s mnogo tolerancije. Dolaskom štaba partizanskog Prvog korpusa iz Krajine na prostore istočne Bosne sve je promijenio. Vladimir Popović, autoritativni i autokratski politički komesar najvišeg vojnog partizanskog zapovjedništva, a s ovlaštenjima člana CK KPJ, nije mogao razumjeti prijašnje stanje u istočnoj Bosni, niti voditi računa o držanju legije, četnika i drugih u naseljima. To nisu shvaćali ni drugi članovi štabova novih operativnih postrojba u istočnoj Bosni (16. i 17. divizije), većinom bili Crnogorci. Komesari i članovi štaba samo su gledali vojničke zadaće i ciljeve, nisu se upuštali u zamršene političke prilike na tom području, nego kao politički uzori iz SSSR-a pošli su tvrdom političkom linijom, što su radili i poslije rata. Umjesto da su popularizirali NOP i pridobili neistomišljenike, posegli su metodama revolucionarnog terora i otvorenog obračuna sa svim ideološkim i političkim protivnicima.
Zbog ubojstva popularnog organizatora Domdo postrojba Muhamedage Hadžiefendića, ovdašnji muslimani su se razočarali i evidentno su pale simpatije prema NOP-u, dotad evidentne tijekom prethodnih mjeseci. Mnogi su dotad iz Domdo postrojba odlazili u partizane, osobito kolovoza i rujna 1943. Posljedično se ponovo okupljaju, organiziraju i jačaju Domdo vodovi i satnije. Nastaju u mjestima gdje ih prije nije bilo, ali sad pod popularnim imenom "zeleni kadar". Za razliku od stare Hadžiefendićeve Domdo legije, zauzele su znatno čvršći stav prema partizanima koji je ostao sve do konačnice rata.
Istaknuti sindikalist iz Hrvatskog radničkog saveza svjedočio je Odboru za istraživanje Bleiburške tragedije u Buenos Airesu o pokolju Hrvata u Tuzli prvih dana mjeseca listopada 1943. nakon što su ga zauzeli srpski partizani nakon ogorčenih borba. Za partizanskog vladanja Tuzlom partizani su razorili su sva industrijska i rudarska postrojenja, srušili tornjeve i dimnjake. Znajući ih samo privremeno povoljna strateška situacija drži u gradu, sustavno su pljačkali sve što se dalo odvući. Rudnike soli i ugljena toliko su oštetili da su prekinuli svaku proizvodnju, da su doveli do toga da "grad soli" pored opće nestašice nema ni soli! Smjesta su uhitili preko 350 viđenijih Hrvata toli katolika koli muslimana te ih ubili ih bez istrage i prethodnog suđenja. Komunistički poziv radnicima za ulazak u komunističko partizanske redove doživio je fijasko i to u jednom rudarskom industrijskom gradu. Jednodušno su odbili, nakon čega je slijedila prisilna mobilizacija. One koji su odbili poticati radnike na pridruživanje partizanima, partizani su uhitili i mučili. Brojni stanovnici i radnici iz Tuzle prosvjedovali su i posredovali da to prestane. Znajući za okrutnosti "oslobodilaca", mobilizacija je krenula. Prijetnjama su nagovorili na suradnju mjesne seoske straže zvane "Legija". Strahovlada je potrajala do kraja drugog tjedna studenoga, jer su odredi NDH i Njemačke napredovali, pa su se partizani već 10. studenoga spremili napustiti grad. Na uzmaku su uzeli još nekoliko uglednijih Hrvata koje su u zatvorenom kamionu odvezli do Majevice, skinuli, te vezane užetom po snijegu i studeni odveli do stratišta gdje je već bilo grobova od prije. Nakon što su ih stijeljali, a nalogodavci opljačkali leševe, partizani su se povukli kod Gornje Tuzle gdje su se koncentrirali za daljnje povlačenje. Bilanca 40-dnevne partizanske vlasti je prema nekim izvorima, preko tisuću likvidiranih Tuzlaka. Odlaskom partizana iz grada i okolice, mnogi "dobrovoljno" mobilizirani su dezertirali i vratili se kućama.
U negativnom smislu kao krivci za te partizanske likvidacije ističu se crnogorski partizani, politički komesar 1. korpusa Vladimir Popović i Gligo Mandić, zapovjednik 17. divizije. Mandićevo poslijeratno izvješće o napadu na Gračanicu očit su primjer šovinizma, jer je na svakog naoružanog muslimana gledao kao na ustašu. Krvavi obračun kulminirao je u završnici rata i neposrednom poraću.
Njemačke su snage vratile grad 11. studenoga 1943. godine. Do 12. studenoga 1943. partizanske vlasti pogubile su neutvrđeni broj građana i većinu zarobljenih vojnika. Vojni je sud 17. istočnobosanske divizije osudio na smrt i nekoliko uglednih građana, poput omiljenog vjeroučitelja tuzlanske gimnazije dr. Dragu Dujmušića, odvjetnika Zvonimira Lukendića, gostioničara Jure Milasa i časnika Muhamedage Hadžiefendića. Presude su sadržavale floskule "revolucionarna pravda" i "u ime naroda". Masovno su po noći smaknuti brojni civili, svećenici, hodže, a masovne grobnice su na stratištima na Slanoj banji, Gradovrhu, Trnovcu, Ilinčici, kod Par Sela, Simin Hana, podno pravoslavnog groblja na Trnovcu, u Južnom lageru, Kicelju, Paša bunaru, Crvenim njivama, Kužićima, Krojčici i Zlokovcu. Osobito veliko stratište je Slana banja. Ubijeni su bili mučeni i teško fizički ozljeđivani prije pogubljenja. Tijela su često bila plitko zakopana ili samo pokrivena granjem, da bi ih psi i ptice pojeli. Stradali su i ljudi koji su potajice pošli prenijeti i dostojno potajno pokopati tijela ubijenih. U ta dva mjeseca partizanske vlasti pobili su više ljudi nego što je stradalo na svim stranama u cijelom ratu u Tuzli.
Od rujna 1944. Tuzla je u sastavu druge Jugoslavije, kao dio Bosne i Hercegovine.
Jeseni i zime 1944. i 1945. nastavljena su pogubljenja. Masovna strijeljanja 1945. izvođena su na brdu Ilinčici, na koji su redovito marširali streljački odredi. Šume su pune kostura poražene vojske, pobijene bez suda i mogućnosti obrane odmah nakon predaje, i onih koji su poslije osuđeni na montiranim procesima, na kojima su branitelji dodatno optuživali, ili gdje su nakon teških mučenja optuženici i zarobljenici priznavali "krivnju". Među poznatim građanima pogubili su direktora tuzlanske gimnazije Omera Džudžu, tajnika tuzlanske gimnazije Stipu Vučetića, profesora Nikolu Muravjova, šefa gradskog redarstva Muftića, upravitelja poduzeća “Croatia” Emila Varadija u Živinicama, općinskog načelnika iz Bukinja Miku Vilušića, nastavnika Zanatske škole Rudolfa Restovnjuka, imama u mirovini Huseina ef. Jahića i druge. Brat Meše Selimovića Šefkija bio je u partizanima časnik zapovjedništva tuzlanskoga vojnog područja. Ubili su ga u partizani u revolucionarnoj histeriji zbog uzimanja postelje, ormara i stolice iz vojnog skladišta kad mu je žena oslobođena iz logora, jer su mu stvari već prije bile pokradene iz njegove kuće. Razočarani književnik Meša, također u partizanima napisao je tim povodom Derviš i smrt. Do danas je otvorena samo jedna masovna grobnica, ona na Gradovrhu, koja je ljeta 2012. slučajno otkrivena prigodom radova na okolišu jedne vikendice, no javnosti se nije objavilo otkriće niti se znade tijek obrade.

#### Druga Jugoslavija
U drugoj Jugoslaviji Tuzla se ekonomski razvija. Izgrađen je kemijski kombinat, razvija se metalna, tekstilna, prehrambena industrija i elektroindustrija. Vađenje kamene soli i te lignita u bivšem rudniku Kreki urušava se tlo u Tuzli te grad tone. To je iskorišteno za stvaranje umjetnih slanih jezera.
Tuzla je bila veliko industrijsko i gospodarsko središte cijele BiH. Imala je svoje gospodarske divove kao što su tvornica deterdženata Dita, tvornica obuće Aida, tvornica transportnih uređaja TTU, HAK, tvornica poliuretanske kemije Polihem, Firma delakovod i montaža UMEL, rudnike ugljena Kreku i rudnik soli Tušanj i mnoge druge.
24. siječnja 1963. izmjerena je najniža temperatura u Tuzli ikad: -25,8 Celzijevih stupnjeva.
Za nadbiskupovanja Marka Jozinovića izgrađena je župna crkva 1983. godine.

### Predratno demokratsko organiziranje Hrvata
Hrvatstvo je na području današnje Županije Soli pretrpilo veliku štetu zbog jugoslavenstva. Na području županije analizom demografskih kretanja sa zadnjih triju popisa logičan je zaključak da su upravo Hrvati daleko više od svih prihvatili ideju jugoslavenstva, najviše u općini Tuzla gdje je popisom 1991. godine utvrđeno 16 % Jugoslavena. Hrvata je bio manji broj u nekoliko općina, ali ne kao posljedica velike ekonomske migracije, nego zbog odnarodnjavanje kao posljedica političkog marketinga i političkih pritisaka na Hrvate osamdesetih godina 20. stoljeća, i pred popis 1991. godine. Na zamagljivanje hrvatske svijesti i odnarođivanje otvoreno su djelovali mnogi faktori i određene političke stranke poput SKJ-SDP, SRSJ (Savez reformskih snaga Jugoslavije) i još neke sličnih programa.
U organiziranju Hrvata u HDZBiH značajni su bili svećenici Katoličke crkve, čuvajući opstanak Hrvata i hrvatstva na ovim prostorima. Osobito su se istaknuli tadašnji gvardijan Franjevačkog samostana u Tuzli fra Josip Bošnjaković i tadašnji dekan Tuzlanskog dekanata velečasni Marko Hrskanović, župnik u Živinicama. Prvi oblici organiziranja bili su skroviti, jer u SR BiH još nije bilo dopušteno višestranačje. Organiziranje je bilo gotovo ilegalno, i sve je to gotovo ostajalo na ideji među istomišljenicima koji su radili. Početkom ljeta organiziranje izlazi iz ilegale, jer se pretvaralo gotovo u masovno okupljanje. Nekolicina osoba koji su radili na organiziranju kontaktiralisu s osobama koje su već bile na čelu inicijativnog odbora za osnivanje HDZBiH u Sarajevu, Drago Pavić i Ante Zvonar iz Tuzle, Ivo Andrić Lužanski i Vlado Tadić iz Živinica i Franjo Matić iz Gradačca. Tridesetak osoba s područja Soli nazočilo je 18. kolovoza 1990. godine na utemeljiteljskom Saboru HDZBiH u Sarajevu. U kinu Mladost je 20. listopada 1990. godine održana utemeljiteljska izborna skupština za OO HDZBiH Tuzla. Nazočilo je nekoliko stotina pozvanih članova i gostiju. Za predsjednika je izabran poznati bankar iz Tuzle mr. Pero Vasilj, koji je dužnost obnašao sve do 1994. godine kada ga je na tom mjestu zamijenio Ante Zvonar. OO HDZBiH Tuzla najveća je organizacija unutar Županijske organizacije HDZBiH Soli i u kontinuitetu je stranka u županijskom i federalnom parlamentu. Tada su Hrvati u Tuzli činili 15,9 % stanovnika. Prvi vijećnici u Općinskom vijeću Tuzle bili su Ante Zvonar, Tunjo Antić, Drago Pavić, dr. Tadija Martinović i Niko Mrkonjić. Pero Vasilj, predsjednik Općinskog odbora izabran u Vijeće građana Parlamentarne skupštine BiH, a odatle je izabran u Saveznu skupštinu Jugoslavije gdje je bio do njenog raspada.
Na prvim slobodnim višestranačkim izborima u Tuzli su pobijedili reformisti Ante Markovića.

#### Samostalna BiH
U ratu u BiH Tuzla nije pala pod srpsku okupaciju. General HV Petar Stipetić, tada zapovjednik Istočne Slavonije,  dvaput je pokušao presjeći koridor koji je bio komunikacija zapadu Republike Srpske sa Srbijom. Dobro isplanirana akcija nije izveden i svaki put ga je spriječila visoka politika. Kod drugog takvog pokušaja i smijenjen. Prvi put 108. brigada iz Slavonskog Broda je bila je predviđeni glavni nositelj planirane ofenzive kojom bi se oslobdilo Derventu. 5. na 6. listopad bez znanja i dopuštenja generala Stipetića napustila je položaje i vratila se u Slavonski Brod. Početkom prosinca 1992.  general Stipetić sve je već dogovorio s Tuzlanskim korpusom Armije Bosne i Hercegovine i njihovim zapovjednikom Željkom Knezom. Umjesto da se dogodilo oslobađanje Bosanske Posavine, presijecanje neprijateljskog koridora i rasterećenja Tuzle od izolacije, dogodilo se neugodno iznenađenje. Hrvatske snage krenule su u oslobađanje ovog dijela BiH, no Tuzlanski korpus nije ispalio niti jedan metak, niti su hrvatske snage mogle stupiti u vezu s njima. Stipetić je radi olakšanja pritiska na Tuzlu pokrenuo i 3. gbr HV, no tad ga je kod Cerne dočekao general Basarac i rekao kako mu je zapovijeđeno da brigada ne ide nikamo. U tom razdoblju ministar obrane RH Gojko Šušak izdao i zapovijed da se u Bosni smiju angažirati samo dragovoljci, zbog međunarodnih pritisaka na Hrvatsku, posljedica čega je bila da su Savu odbile prijeći 157. brigada i 139. brigada iz Slavonskog Broda, te 103. brigada iz Krapine. Zbog tih pritisaka stvorila se praznina na najosjetljivijim točkama na ratištu što je otvorili put srpskim snagama. Hrvatske snage nisu mogle poći ka Tuzli, jer zbog nedjelovanja snaga ABiH svaka ofenzivna akcija s prelaskom rijeke i plitkim mostobranom predstavljala je rizičnu pustolovinu.
Rasterećenje Tuzli predstavljala je pobjeda u bitci za Lisaču, lokaciji na Majevici. S nje je Vojska Republike Srpske nadzirala putne komunikacije i često topnički napadala Kalesiju, Živinice, Tuzlu i Lukavac. Bitka je počela 8. studenoga 1994. kada je kalesijska 241. sprečansko-muslimanka laka brigada Gazije, pod zapovjedništvom Halila Jahića, stavila u potpuno okruženje postrojbu Vojske RS, mahom s područja Ugljevika, koja se nalazila ovdje, dobro ukopana na uzvišenju i s atomskim skloništem. Nakon 17 dana borbe ARBiH zauzela je Lisaču.
Danas je Tuzla u Federaciji BiH. Poslije rata vlast u gradu drži SDP BiH i do danas vlast nikad nije preuzela stranka s nacionalnim predznakom. Prijeratni tuzlanski gospodarski divovi doživjeli su u poslijeratnim godinama pljačkaške privatizacije, a radnici tih kompanija gotovo stalno prosvjeduju pred zgradama vladinih institucija, kako spavaju pred Vladom i Tužilaštvom i sukobljavaju se s policijom. 2014. godine izbili su u Tuzli prosvjedi bošnjačkog karaktera, koji su vrlo brzo eskalirali i proširili se na veliki dio Federacije BiH. Zbog mnogobrojnih društveno-političkih problema broj Hrvata u Tuzlanskoj županiji prepolovio se u odnosu na predratni.
Tek u neovisnoj BiH Tuzla je dobila svoj prvi dnevni list ikad, usprkos relativno dugoj tradiciji tiskanih medija. Front slobode izašao je još za vrijeme Drugog svjetskog rata, ali je bio mjesečnik, pa dvotjednik, tjednik i prije nekoliko godina se ugasio. Nakon rata Mostar je dobio dva dnevna lista, Banja Luka čak tri, a Tuzla tek 2007. prvi. Pučanstvo i novinarske kolege dočekale su ga s priličnim skepticizmom i predviđali su listu brzi kraj. List je preživio. Vlasnik je okupio ekipu od nekoliko velikih novinarskih imena i mladih diplomiranih novinara željnih dokazivanja, uložio dosta novaca i truda i projekt je zaživio. Prodavao se čak u drugim gradovima, Sarajevu, Zenici, Bihaću, Mostaru.
Romi kupuju imanja Hrvata u nekim okolnim mjestima. Bogati Romi kupuju sami, dok tuzlanske gradske vlasti naseljavaju siromašne Rome, kojih je mnogo u Tuzli, po okolnim selima, Kiseljaku, Poljani, gdje stignu.
2015. godine Rudnik soli Tuzla ostvario je rekordne proizvodne rezultate u poslijeratnom periodu, iscrpivši 2,8 milijuna kubika slane vode.

## Gospodarstvo
Grad Tuzla administrativno je sjedište te gospodarsko, kulturno i obrazovno središte Tuzlanske županije i ekonomsko-zemljopisne Regije sjeveroistočna Bosna. Zapadno od grada nalazi se termoelektrana TE Tuzla.
Kemijsku industriju u Tuzli i okolici pokrenula je Austro-Ugarska. Ta industrija bila je jedan od glavnih poslodavaca. Iz tog vremena je bila Tvornica kvasca Kvin (Špiritana). Privredni giganti bili su Polihem, Dita, Guming i živinički Konjuh (furnir). Prije rata u nekim poduzećima radnici su otkupili 49 % dionica poduzeća, poput Polihema. Dio poduzeća došao je u teškoće zbog začaranog kruga skupih sirovina. Veliki kupac Polihemovih lužina i kiselina bila je TE Tuzla kojoj je Polihem postao skup, a skupoća je bila jer je Polihemu bila skupa struja iz TE Tuzla: kW struje za Polihem je bio 18 pfeninga, dok je primjerice Aluminijski kombinat u Mostaru isto prodavano za 4 pfeninga. DITA je proizvodila deterdžente (Ava, 3DE) i velikim je dijelom došla u radničko vlasništvo. Političari u BiH su nasjeli su zlonamjernim savjetima međunarodne zajednice "kako je budućnost isključivo u malim i srednjim poduzećima". Iste savjete dijelili su i drugim bivšim socijalističkim zemljama, da bi stvorili poslove za gigante iz svojih zemalja. Privatizacija je pogodila poduzeća, jer je "novi" vlasnik često raspolagao cijelim poduzećem, premda nije bio većinski vlasnik. Premda su bila izgledna vraćanja dugova, osigurano tržište i sirovine, da bi se mogla ostvariti prodaja, zdrave reorganizacije nisu sprovedene.
Prirodni resursi i bogata nalazišta energetskih i mineralnih sirovina bili su opredjeljujući faktor za usmjeravanje dosadašnjeg gospodarskog razvoja ovog područja, a ujedno su i važan oslonac budućeg razvoja, što se prije svega odnosi na vađenje kamene soli u Simin Hanu te lignita u rudniku Kreki.
Predratnu gospodarsku strukturu tuzlanskog područja karakterizira razvoj bazne industrije i energetike, kao dominantnih gospodarskih grana, s obilježjem ekstenzivnosti.
Industrija općine Tuzla, do početka rata, bila je gospodarska grana s najvećim udjelom u ostvarivanju ukupnih gospodarskih učinaka i to u zaposlenosti oko 45 %, a u društvenom proizvodu oko 50 %. U Tuzli postoje nalazišta kamene soli.
Od 1913. do 1980-ih u Tuzli su postojale toplice za liječenje tuberkuloze kostiju, ženskih bolesti, reume i dr.
Prema društvenom proizvodu p.c. u predratnom periodu Tuzla je bila među najbolje pozicioniranim gradovima u Bosni i Hercegovini, dok je prema stopi zaposlenosti bila najrazvijeniji regionalni centar. 
U okolnostima koji ograničavaju dinamiziranje gospodarskih aktivnosti i dostizanje prijeratnih pokazatelja gospodarskog razvoja, kao vrlo jak i nezaobilazan pravac razvoja predstavlja razvoj poduzetničkog sektora ekonomije.
Razvoj malog gospodarstva jedan je od oblika prestruktuiranja postojećih i organiziranja novih gospodarskih aktivnosti. 
Sve zemlje u našem okruženju, koje su prošle ili prolaze fazu gospodarske i društvene tranzicije, uključile su se u aktivnosti koje osiguravaju ambijent i potporu za razvoj poduzetništva, poduzetničkih centara, razvojnih agencija, lokalnih poslovnih udruženja, što je uz odgovarajuću financijsku podršku rezultiralo nastankom velikog broja novih subjekata, novih radnih mjesta i novostvorene vrijednosti.
Općine, kao jedinice lokalne samouprave, imaju veoma značajnu ulogu u lokalnom ekonomskom razvoju, u kojem se nizom mjera i aktivnosti, na lokalnom nivou, stimulira poduzetnički sektor i stvara povoljan ambijent za osnivanje i razvoj malih i srednjih poduzeća.
U skladu s nadležnostima i raspoloživim mogućnostima, općina Tuzla je u tom smislu već poduzela niz aktivnosti, a u narednom razdoblju se može očekivati i veća ekspanzija aktivnosti i učinaka. Od do sada učinjenog općina Tuzla ističe: 
skraćenje vremena i povećanje efikasnosti rješavanja zahtjeva za registriranje djelatnosti, smanjenje općinskih biljega i naknada za samostalne poduzetnike i privredna društva u postupku registriranja djelatnosti, kontinuirani rad na obezbjeđenju povoljnih lokacija i prostora za osnivanje i razvoj poduzetnika, poduzimanje aktivnosti na uspostavljanju institucionalne regionalne suradnje i uključivanje u projekte koje financira Europska unija u cilju razmjene iskustava i znanja u podršci razvoja malih i srednjih preduzeća.
U Tuzli se na platou JP SKPC Mejdana održava sajam "Zdrave hrane, ljekovitog bilja i meda" u organizaciji JP SKPC "Mejdan".
U Tuzli se prerađuje kvarcni pijesak.Početak eksploatacije kvarcnog pijeska iz ležišta Bukinje. Kapacitet proizvodnje je približno 10 000 tona godišnje.
U Tuzli 8. prosinca 2017. otvoren 1. međunarodni festival rakija.

## Poznate osobe

### Književnost:
- Meša Selimović (1910. – 1982.)
- Derviš Sušić
- Stjepan Matijević
- Matija Divković
- Muhamed Hevaji Uskjufi (1601. – 1651.)
- Igor Divković
- Ivan Klarić (učitelj), hrv. učitelj, pripovjedač i skupljač narodnog blaga

### Slikarstvo:
- Ðorde Mihajlović
- Adela Ber
- Franjo Leder
- Ismet Mujezinović
- Dragiša Trifković
- James Haim Pinto, jedan od vodećih američko-meksičkih muralista
- Kristijan Kreković, slavni peruanski slikar
- Mensur Dervišević
- Dejan Slavuljica, umjetnik
- Ismet Mujezinović, umjetnik
- Aleksandar Marković
- Željko Hegedušić

### Glazba, film i kazalište:
- Lepa Brena, pjevačica
- Selma Bajrami, pjevačica
- Muhamed Mujkanović, bosanskohercegovački pjevač
- Arif Ahmetašević, bosanskohercegovački pjevač
- Super Silva, hrvatska pjevačica
- Zlatko Foglar, hrvatski operni pjevač
- Denis Azabagić, klasični gitarist
- Dejan Ivanović, klasični gitarist
- Vladimir Valjarević, koncertni pijanist
- Planinka Jurišić-Atić, klavirski pedagog
- Predrag Stanković, glazbeni pedagog
- Miroslav Tadić, glazbenik
- Vedran Čičak, ravnatelj tamburaškog orkestra televizije Bosne i Hercegovine
- Asim Horozić, kompozitor (opere "Hasanaginica" i "Zmaj od Bosne")
- Čestmir Mirko Dušek, dirigent, glazbeni pedagog, profesor glazbe Muzičke škole Tuzla,[55] iz poznate tuzlanske češke obitelji,[56][57] skladatelj, zborovođa, dirigent Gradskog simfonijskog orkestra i osnivač prvog Big Band orkestra i odsjeka Sarajevske muzičke akademije u Tuzli[58]
- Helena Uhlik-Horvat, hrvatska i bosanskohercegovačka kostimografkinja i baletna solistica
- Vlado Kerošević, glumac i redatelj
- Emir Hadžihafizbegović, glumac
- Elvira Aljukić, glumica
- Tomislav Alaupović
- Asim Horozić
- Vedrana Šimić, sopranistica
- Emir Hot, gitarist
- Dubravka Crnojević Carić, hrv. književnica, glumica, redateljica, teatrologinja

### Ostala umjetnost:
- Walter Neugebauer, crtač stripova
- Helena Klakočar, akademska slikarica i crtačica stripova
- Ćazim Sarajlić, direktor Međunarodne galerije portreta

### Šport:
- Miralem Pjanić, nogometaš bh. reprezentacije
- Vedad Ibišević, nogometaš[59] bh. reprezentacije
- Milan Đuric, nogometaš bh. reprezentacije
- Zoran Pavlović, nogometaš
- Dževad Šećerbegović, nogometaš
- Darko Lukanović, švedski nogometaš, igrao u najjačim švedskim klubovima
- Mirza Delibašić, košarkaš
- Azra Hadžimustafić Bećirović, košarkašica[59]
- Miralem Halilović, košarkaš[59]
- Jasmin Hukić, košarkaš[59]
- Elmedin Kikanović, košarkaš[59]
- Mersed Kovačević[59]
- Mara Lakić, košarkašica[59]
- Milan Milošević, košarkaš[59]
- Damir Mršić, košarkaš[59]
- Razija Mujanović, košarkašica
- Damir Mulaomerović, košarkaš[59]
- Ramiz Suljanović, košarkaš[59]
- Mirza Teletović, košarkaš[59]
- Amer Delić, tenisač[59]
- Svetlana Kitić, rukometašica
- Zlatan Saračević, atletičar
- Damir Cipurković, vratar bh. reprezentacije i tuzlanske Slobode[59]
- Marjan Mijajlović, sportski komentator
- Smail Gušić, nogometaš
- Ismet Hadžić, nogometaš
- Razija Mujanović, košarkašica
- Mirko Kamenjašević, športski komentator
- Rizah Mešković, nogometaš
- Nevres Zahirović, nogometaš
- Jakimir Kamenjašević, boksač
- Tomislav Trojak, športski fotoizvjestitelj

### Medicina:
- Vedran Deletis, neurofiziolog
- Sead Midžić, hrvatski akademik, sveučilišni profesor, liječnik pulmolog
- Stanko Dujmušić, hrvatski ftizeolog
- Tvrtko Dujmušić, hrvatski otorinolaringolog
- Emir Kabil, kirurg
- Marcel Kornfeld, hrv. patolog

### Ostalo:
- fra Franjo Blekić, ljubuški mučenik, kršćanski mučenik
- fra Anto Tomić, ljubuški mučenik, kršćanski mučenik
- Juraj Novosel,  hrv.bh., prosvjetni, znanstveni, športski, kulturni djelatnik iz Tuzle[60]
- Dragan Dujmušić, rkt. svećenik, vjeroučitelj i mučenik[61]
- Nikola Bilogrivić, rkt. svećenik[61]
- Efrem Ćosić, rkt. svećenik[61]
- Ljudevit Josić, rkt. svećenik[61]
- Semir Atić, novinar i profesor književnosti
- Zvonimir Banović, novinar, političar
- Miroslav Petrović, bosanskohercegovački novinar
- Sinan Alić, direktor i glavni urednik Fronta Slobode
- Ambroz Andrić,  hrvatski politički emigrant i revolucionar
- Adolf Andrić,  hrvatski politički emigrant i revolucionar
- Biljana Plavšić, bivša političarka, osuđena za ratne zločine u BiH
- Fikret Alić, inovator[62]
- Bahrija Kadić, hrv. dužnosnik, kulturni djelatnik
- Albin Herljević, narodni heroj
- Franjo Herljević, narodni heroj
- Marijan Hadži Divković, hrv. preporoditelj i kulturni djelatnik
- Miroslav Gojo, hrv. stručnjak za tiskovnu formu
- Šarlota Đuranović, hrv. pisac udžbenika
- Hugo Ivan Holzmann, hrv. gospodarski i pravni pisac
- Vlasta Jakovlić, hrv. inženjerka geologije
- Ante Jukić, hrv. učitelj i publicist
- Nada Jurković, hrv. kemijska inženjerka
- Šukrija Alagić, hrv. arabist, kulturni radnik, teolog i leksikograf
- fra Lovro Tuzlak, franjevac, kršćanski mučenik
- Zlatan Jovanović, novinar i tv voditelj

## Spomenici i znamenitosti
Tuzla je najstarije ili jedno od najstarijih naselja u Europi, s kontinuitetom življenja. Arheolozi su otkopali dovoljno arheološkog materijala koji je nedvosmisleno potvrdio da je Tuzla nekada bila veliko i bogato neolitsko naselje. U velikom broju raznolikih keramičkih predmeta, posebno se ističu neolitske posude za proizvodnju soli iz slane vode.
Tuzlu je najstarijim ili jednim od najstarijih naselja u Europi učinila njena posebna geološka prošlost. Naime, veliki dio Europe, u davnoj geološkoj prošlosti, predstavljao je dno panonskog mora. I posljednji ostaci ovoga mora povukli su se sa sadašnje površine prije 10 milijuna godina. Samo ispod Tuzle ovo more ostavilo je trag u vidu 350 milijuna tona slanih stijena i slane vode. Slana voda izbijala je na površinu, ljudi su je prerađivali u sol, U Tuzli, čak u neolitu. Poslije su izgradili bunare, koji su postajali sve suvremeniji, a slana voda je vremenom postala osnovom kemijske industrije u suvremenoj Tuzli.
Dne 18. srpnja 2003. godine, lokalne vlasti su odlučile da veliku količinu slane vode izvuku na površinu, u prethodno pripremljeno dno, tako je Tuzla danas jedini grad u Europi, koji ima slano jezero i jedini grad na svijetu, čije je slano jezero, istovremeno i kupalište i plaža u najužoj povijesnoj jezgri grada. Voda slanog panonskog jezera je ljekovita, pa je već ovoga ljeta došlo do spektakularnih izlječenja velikog broja ljudi.
Tuzla ima veliku industrijsku tradiciju, zasnovanu na bogatim nalazištima soli i ugljena.
Tuzla je grad velike tradicije multikulturalnosti. Stoljećima njegovani sklad među razlikama u Tuzli, položio je svaku povijesnu provjeru i sve povijesne izazove. Tuzlanska tolerancija osobito je došla do izražaja u drugom svjetskom ratu i nedavno minulom ratu u Bosni i Hercegovini.
Danas je Tuzla grad nove energije, posljednjih godina doživljava veliku ekspanziju gradnje, naglog i brzog razvoja.
Godine 1965. freske iz katoličke crkve stavljene su pod državnu zaštitu.
U Tuzli je trinaest nacionalnih spomenika BiH. To su: 

- Dvor Srpskopravoslavne zvorničko-tuzlanske eparhije s pokretnim naslijeđem, povijesna građevina
- Saborni hram Uspenja Presvete Bogorodice s pokretnim naslijeđem, povijesna građevina,
- Pravoslavna crkva svetog velikomučenika Georgija s grobljem na Trnovcu, graditeljska cjelina,
- Pravoslavna crkva Vaznesenja Gospodnjeg u Požarnici sa starim hrastom, prirodno-graditeljska cjelina,
- Poljska (Turalibegova) džamija s grebljem i turbetom, graditeljska cjelina,
- Šarena (Časna, Atik, Gradska, Behram-begova) džamija s haremom, ulazni portal i mjesto Behram-begove medrese, graditeljska cjelina,
- Samostan sestara Kćeri Božje ljubavi Josipovac, povijesni spomenik,
- Nekropola sa stećcima u Starim kućama, Donje Breške, povijesno područje,
- Proizvodnja soli, industrijsko naslijeđe,
- Hastahana (prva javna bolnica), povijesni spomenik,
- Fondovi i zbirke JU Arhiv Tuzlanske županije u Tuzli, pokretno dobro,
- Zbirka slika Ismeta Mujezinovića u Međunarodnoj galeriji portreta Tuzla, pokretno dobro,
- Zbirka "Tito u djelima likovnih umjetnika Jugoslavije" u Međunarodnoj galeriji portreta Tuzla, pokretno dobro.

U Tuzli su sagrađene također Mejdanska džamija iz 1644., Mehmedagina (Jalska) džamija (oko 1600)i Huseina Čauša (Džindijska) džamija (17. st.)
Memorijalnu baštinu čine groblja. Katoličko je groblje na Boriću, Josipovcu u Slavinovićima, pravoslavno na Trnovcu, židovsko na Bukovčiću. Katoličko groblje na Boriću posljednje je počivalište brojnih generacija Hrvata Soli, ali i pripadnika drugih katoličkih naroda koji su ovdje došli otkako je grad Tuzla kulturno i industrijski procvao dolaskom suvremene zapadne civilizacije s Austro-Ugarskom koncem 19. i početkom 20. stoljeća. Zbog jakih kiša i djelovanja podzemnih voda Tuzlansko katoličko groblje postoji opasnost brzog nestanka. Dugogodišnji problem s klizištima, napuknutim, urušenim i nagnutim grobnicama u intenzivirao se 2014. godine. Broj oštećenih grobnica prelazi stotine. Vlasti desetljećima nisu gotovo ništa činile da bi se groblje saniralo i osiguralo od ponovnog oštećenja.
Zgrada Barok iz 1900., obnovljena 2009., preteča današnjih trgovačkih centara.
U Tuzli je spomen-park Spomen-obilježje poginulim braniocima Tuzle i Bosne i Hercegovine 1992. – 1995., društveni dom Kuća plamena mira.
Do 2012. prema podacima MUP-a TK bilo je 47 napada na imovinu Islamske vjerske zajednice u Tuzli, 27 napada na objekte Katoličke crkve i 21 napad na imovinu Pravoslavne crkve.

## Obrazovanje
Prvi organizirani oblici školstva datiraju iz 17. stoljeća, i vezani su za Behram-begovu medresu. Danas postoje 23 osnovne i 17 srednjih škola, s oko 25.000 učenika. Sveučilište u Tuzli je osnovano 1976., iako prvi oblici visokog školstva datiraju iz 50-tih godina. Članice Sveučilišta su sljedeći fakulteti:Mašinski fakultet, Tehnološki, Rudarsko-građevinsko-geološki, Ekonomski, Medicinski, Filozofski,Farmaceutski, Prirodno-matematički,Fakultet Elektrotehnike, Akademija Dramskih Umjetnosti,Edukacijsko-rehabilitacijski te više instituta. Na Sveučilištu se školuje 13000 studenata, a nastavu drži oko 600 nastavnika i suradnika.
U Tuzli djeluje više srednjih škola: Građevinsko-geodetska,  Elektrotehnička škola,  Ekonomsko-trgovinska škola, Medicinska škola, Katolički školski centar "Sv. Franjo" pri kojem djeluje Opća gimnazija i druge.

## Kultura

### Knjižnice
Pretpostavlja se da su prve knjižnice postojale u 17. stoljeću, pri Behram-begovoj medresi i pri franjevačkim samostanima. Današnja Narodna i sveučilišna knjižnica poslužuje oko 100.000 korisnika, i ima preko 200.000 knjižnjičarskih jedinica.

### Muzeji
Muzej istočne Bosne posjeduje etnološku, povijesnu, biološku, numizmatičku i umjetničku zbirku. Među 50.000 eksponata sačuvani su tragovi kontinuiteta od 6500 godina života u tuzlanskom kraju. 
Muzej solarstva, koji postoji u okviru Solane, baštini foto-dokumentacijsku gradu o povijesti solarstva.

### Arhiv
Povijesni arhiv Tuzla posjeduje 102 fonda i 22 zbirke, a ukupna količina grade iznosi 1500 dužinskih metara. Najstarija arhivska grada potiče iz 17. stoljeca. 

### Glazba
U Tuzli je 1886. osnovano prvo bosanskohercegovačko pjevačko društvo. Početkom stoljeća djelovalo je više glazbenih grupa, te limeni orkestri Kreke i Vatrogasnog društva. Državna niža muzička škola otvorena je 1949., a srednja 1957. godine. Pedesetih godina je osnovan i Veliki jazz orkestar. Među kulturno-umjetničkim društvima koja baštine folklornu tradiciju izdvajaju se KUD Bosna i OKUD Zvonko Cerić.

### Narodnokazalište
U Tuzli je 17. travnja 1898. osnovano prvo bosanskohercegovačko kazalište. "Narodno pozorište Tuzla" u kontinuitetu radi od ožujka 1949. godine. Šezdesetih godina su pod krovom ove kuće djelovali pionirsko kazalište, baletna škola i simfonijski orkestar. Časopis Pozorište, kao jedinstvena teatarska revija u BiH, pokrenut je 1953. godine.

### Društva
Od 1896. godine pa do dolaska komunista na vlast 1945. godine u Tuzli su djelovali Hrvatsko pjevačko društvo Majevica (utemeljeno 1896. godine), Hrvatski sokol (1905.), Hrvatska narodna zajednica (1907.), Organizacija radnika Hrvata  (1907.), Hrvatski dom s čitaonicom (1913.), Hrvatski nogometni klub Zrinjski (1913.) i Društvo Hrvatska žena (početak 20. st.). u Donjoj Tuzli je utemeljena 1906. i djelovala u Tuzli do komunističke zabrane rada 1949. godine podružnica Hrvatskog kulturnog društva Napredak, čije je djelovanje obnovljeno 1991. godine. HKD Napredak je imao podružnicu i na području Kreke od 1921. do zabrane rada 1949. godine. HKD Napredak djeluje i danas, organizira koncerte i drugo.

### Kulturni centri
U Tuzli djeluje Bosanski kulturni centar. U izgradnji je Hrvatski kulturni centar "Sv. Franjo".

## Šport
Organizirani oblici športskog života u Tuzli datiraju iz 1904. godine. 
Od 1943. godine datiraju početci stolnog tenisa u Tuzli, kad je jedan od začetnika stolnog tenisa u Tuzli, Vlastimir Nikolić (r. u Beogradu, 1929., u Tuzli od 1934.) počeo se baviti stolnim tenisom. Danas djeluju 74 športske organizacije, u 19 športskih grana, sa 6500 aktivnih športaša. Atletičari su ostvarili najveće uspjehe, osvojivši na desetine medalja na međunarodnim natjecanjima. Zlatan Saračević je bio europski prvak i rekorder u dvoranskom bacanju kugle. Košarkašice Jedinstva su 1989. osvojile naslov europskih prvakinja, pobijedivši u superfinalu peterostruke prvakinje Europe - ekipu talijanskog Primigija.
Športski klubovi:
| - HNK Zrinski Tuzla - FK Sloboda Tuzla - FK Zmaj od Bosne Tuzla - KK Sloboda-Dita - KK Zrinski Tuzla - KK Zmaj od Bosne Tuzla - KK Tuzla - ŽKK Jedinstvo Tuzla | - KK Jedinstvo-Trocal - KBS Tuzla-Sinbra Tuzla - RK Sloboda Tuzla - RK Zmaj od Bosne Tuzla - RK Zrinski Tuzla - ŽRK Jedinstvo Tuzla - ŽRK Zmaj od Bosne Tuzla - ŽRK Tuzla Mild | - ŽOK Tuzla - Bokserski klub Gizprom - STK Poštar - STK Zrinski Tuzla - Karate klub Zmaj od Bosne - Biciklistički klub Zmaj od Bosne - MNK Salines, premijerligaš BiH - HŠK Zrinski, boksački klub - TUZAMK, automoto i karting klub |

Nagrada za športaša godine Grada Tuzle dodjeljuje se od 1960. godine.
Tuzlanska košarka drži neslavni rekord. Košarkašice Jedinstva u 5. kola prvenstva BiH 2016./17. za košarkašice u utakmici protiv Play Offa iz Sarajeva, koja je završila 41:100, prvi su koš postigle tek u 12. minuti pri rezultatu 0:41, tj. u prvoj četvrtini nisu postigle nijedan poen.

## Zdravstvo
Prvi oblici organizirane zdravstvene službe zabilježeni su 1874., kada je otvorena Hastahana - prva tuzlanska bolnica. 
Danas je Univerzitetski klinički centar najveća zdravstvena ustanova regije. Javna zdravstvena ustanova Univerzitski klinički centar ima ukupno 37 organizacionih jedinica, od čega, 19 Klinika, 2 Poliklinike, 2 Zavoda, Centar palijativne njege i Urgentni centar, Bolničku apoteku, 6 sektora i 5 službi. 
Ukupno ima 2.562 uposlenika, od čega su njih 1.792 zdravstveni radnici, 470 doktora medicine (20 subspecijalista, 357 specijalista, 87 specijalizanata, 6 doktora medicine, 9 farmaceuta i biohemičara) i 1.271 medicinska sestara – tehničar ( 40 s visokom, 88 s višom i 1.143 sa srednjom stručnom spremom). Medicinskih saradnika ima zaposlenih 42 s visokom stručnom spremom, dok je 770 uposlenika - zdravstvenih saradnika različitih profila. 
Ustanova se prostire na ukupno 60.000 kvadratnih metara prostora i četiri lokacije: kompleks Gradina koga čini nekoliko objekata u kojima su smještene klinike, poliklinike, zavodi, uprava, administracija i tehnička podrška, te objekti u Kreki, Slavinovićima i Solini.
Godišnje se u JZU UKC Tuzla, čiji je kapacitet 1.373 bolnička kreveta, liječi 47.103 bolesnika, obavi se oko 27.683 operativnih zahvata i pruži više od 3.223.194 usluga i pregleda, te ostvari 338.496 bolnoopskrbnih dana.
Dom zdravlja obavlja primarnu zdravstvenu zaštitu.
Tuzla je 2017. bila grad s najvećim onečišćenjem zraka u Europi, a sličan problem u BiH imali su Zenica i Sarajevo.

## Gradovi pobratimi/prijatelji/suradnici
Gradovi pobratimi su:
- Osijek
- Rijeka[87]
- Bologna
- Pečuh
- Hospitalet

## Vanjske poveznice
- Službena stranica grada Tuzle  Arhivirana inačica izvorne stranice od 16. veljače 2015. (Wayback Machine)
- Karta Tuzle  Arhivirana inačica izvorne stranice od 10. kolovoza 2018. (Wayback Machine)
- 25. svibnja 1995. u srpskom je granatiranju Tuzle jednim projektilom ubijen 71 mladi čovjek  Arhivirana inačica izvorne stranice od 19. prosinca 2007. (Wayback Machine)
- Matica hrvatska  Arhivirana inačica izvorne stranice od 7. rujna 2017. (Wayback Machine) Tuzla je i hrvatski grad, Vijenac 539 - 30. listopada 2014.
- Nacionalni spomenici na prostoru Tuzle  Arhivirana inačica izvorne stranice od 21. rujna 2017. (Wayback Machine) (boš.)
- Večernji list Gordan Grgurić: Hrvati u Tuzli: afirmacija kvalitetom, 29. svibnja 2017.